# With Dead Hands Rising
With Dead Hands Rising (oft auch kurz WDHR) war eine US-amerikanische Death-Metal- und Metalcore-Band aus Minneapolis, Minnesota, die im Jahr 2001 gegründet wurde und sich 2009 auflöste.

## Geschichte
Die Band wurde im Jahr 2001 gegründet. Nachdem die Gruppe einen Vertrag bei Life Sentence Records unterzeichnet hatte, war die Band auf der Split-Veröffentlichung Words as Weapons Volume 1 zusammen mit Wings of Scarlet und Tears Will Drown zu hören. Im Januar 2003 erschien das Debütalbum Behind Inquisition, wonach Dave Balaski als neuer Schlagzeuger zur Band kam. Kurz nach Fertigstellung der EP The Horror Grows Near verließ Sänger Colin Strandberg die Band und wurde im Juni 2004 durch Burke VanRaalte ersetzt. Im August folgten Auftritte in den USA zusammen mit Nehemiah. Im Jahr 2008 folgte das zweite Album Expect Hell über Mediaskare Records. Im Jahr 2009 löste sich die Band auf. Am 21. August 2012 nahmen Mitglieder der Band neben anderen Künstlern an einem Gedenkkonzert zu Ehren des verstorbenen Mitch Lucker von Suicide Silence teil. Die Künstler spielten hierbei zusammen mit den verbliebenen Mitgliedern der Band.

## Stil
Die Band spielte eine Mischung aus Death Metal und Metalcore und verwendete auch gelegentlich Elemente aus dem Grindcore-Bereich. Der Einsatz von Doublebass war hierbei ebenso charakteristisch, wie die Verwendung von Breakdowns.

## Diskografie
- 2002: Words as Weapons Volume 1 (Split mit Wings of Scarlet und Tears Will Drown, Life Sentence Records)
- 2003: Behind Inquisition (Album, Life Sentence Records)
- 2004: The Horror Grows Near (EP, Life Sentence Records)
- 2008: Expect Hell (Album, Mediaskare Records)